# Pachyolpium brevifemoratum
Pachyolpium brevifemoratum es una especie de arácnido del orden Pseudoscorpionida de la familia Olpiidae.

## Distribución geográfica
Se encuentra en las Islas Vírgenes y Paraguay.